# 에곤 페트리

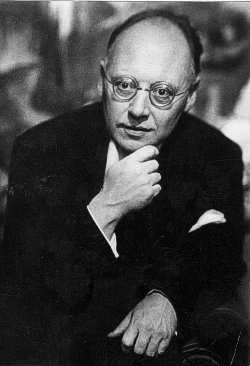
에곤 페트리

에곤 페트리 (Egon Petri, 1881년 3월 23일 – 1962년 5월 27일)는 네덜란드의 피아니스트이다.
가족은 네덜란드 사람이었다. 그는 네덜란드 시민으로 독일 하노버 에서 태어났고 드레스덴에서 자랐다. 전문 바이올리니스트 인 그의 아버지는 그에게 바이올린 연주를 가르쳤다. 아직 십대였을 때 그는 드레스덴 궁정 오케스트라와 그의 아버지의 현악 4중주와 함께 연주했다.
페트리는 어린 시절부터 피아노 레슨도 받았고, 이그나치 얀 파데레프스키와 페루초 부소니의 강한 격려로 피아노에 집중했다. 그는 그에게 큰 영향을 준 부소니와 함께 공부했다. 그의 모범을 따라 페트리는 부조니 자신과 함께 그의 레퍼토리의 중심에 있던 요한 제바스티안 바흐와 프란츠 리스트의 작품에 집중했다.
1차 세계 대전 중 나, 그는 부소니와 함께 스위스로 이주하여 바흐 건반 작품 편집을 도왔다. 1920년대에 페트리는 베를린에서 가르쳤다.
1927년 그는 자코파네로 이주했고 그곳에서 제2차 세계대전이 발발할 때까지 여름 및 초가을 세션과 피아노 마스터 클래스를 지휘했다. 1929년부터 그는 Columbia Records를 비롯한 여러 레이블에서 음반을 녹음했다.
1939년 9월 독일 침공 전날 폴란드에서 페트리는 탈출했다. 그는 부조니와의 서신을 포함하여 모든 책, 음악, 편지를 남겨야 했다.
그는 미국으로 이주하여 처음에는 코넬 대학교에서, 나중에는 캘리포니아 오클랜드에 있는 Mills College에서 일했다. 그는 다시는 독일에서 연주하는 것을 거부했다. 1955년에 그는 귀화한 미국 시민이 되었다.
그는 74세가 될 때까지 네덜란드 시민이었지만 네덜란드에 살지 않았고 네덜란드 언어에 익숙하지 않았다. 빌헬미나 여왕을 위해 공연했을 때 그들은 독일어를 구사했다. 그는 독일어, 영어, 프랑스어, 이탈리아어, 폴란드어, 러시아어에 능통했다.
페트리의 학생들은 얼 와일드, 존 오그돈 등이 있다.
페트리는 뛰어난 테크닉과 강력한 음색을 가지고 있었고 베토벤, 리스트, 브람스의 큰 작품의 최상급 대표자였다.
페트리는 1962년 5월 27일 캘리포니아 버클리에서 사망했다.